# ミャンマーサッカーリーグ
ミャンマー・ナショナルリーグ（ビルマ語: မြန်မာ နေရှင်နယ် လိဂ်, 英語: Myanmar National League）は、ミャンマーにおけるプロサッカーリーグである。2009年に創設された。

## 概要
トップディビジョンのリーグとしては1996年に創設されたミャンマー・プレミアリーグが存在していたが、ヤンゴンにクラブが集中していた上に、官公庁が母体のクラブが多数を占めており、ミャンマーのサッカーファンには不評だった。これを受けて、2009年3月にヤンゴンを含め8つの地方のクラブからなるプロリーグが創設された。初年度である2009年はミャンマー・ナショナルリーグ・カップとして開催された。
リーグが開幕した2009年度以降、優勝クラブにはAFCプレジデンツカップ出場権が与えられていたが、2021年時点で優勝クラブはAFCチャンピオンズリーグ・グループリーグ出場権が、準優勝クラブにはAFCチャンピオンズリーグ・予選(グループリーグへ進出できなかった場合はAFCカップ・グループリーグ)出場権が与えられる。
2012年8月27日、日本プロサッカーリーグ（Jリーグ）とパートナーシップ協定を締結。

## 参加クラブ

### 2018年度
- エーヤワディー・ユナイテッドFC
- ハンタワディ・ユナイテッドFC
- マグウェFC
- ミャワディーFC
- ラカイン・ユナイテッドFC
- サガイン・ユナイテッドFC
- シャン・ユナイテッドFC
- サザン・ミャンマー・ユナイテッドFC
- ヤダナボンFC
- ヤンゴン・ユナイテッドFC
- GFA FC
- ズウェガビン・ユナイテッドFC

## 歴代優勝クラブ
| シーズン  | 優勝クラブ               |
| --------- | ------------------------ |
| 2009      | ヤダナボンFC             |
| 2009-2010 | ヤダナボンFC             |
| 2010      | ヤダナボンFC             |
| 2011      | ヤンゴン・ユナイテッドFC |
| 2012      | ヤンゴン・ユナイテッドFC |
| 2013      | ヤンゴン・ユナイテッドFC |
| 2014      | ヤダナボンFC             |
| 2015      | ヤンゴン・ユナイテッドFC |
| 2016      | ヤダナボンFC             |
| 2017      | シャン・ユナイテッドFC   |
| 2018      | ヤンゴン・ユナイテッドFC |
| 2019      | シャン・ユナイテッドFC   |
| 2020      | シャン・ユナイテッドFC   |
| 2021      | 中止                     |

## クラブ別優勝回数
- ヤダナボンFC：5回
- ヤンゴン・ユナイテッドFC：4回
- シャン・ユナイテッドFC：3回

## 歴代得点王
| シーズン | 国籍             | 名前                  | 所属クラブ               | ゴール数 |
| -------- | ---------------- | --------------------- | ------------------------ | -------- |
| 2009–10  | ミャンマーの旗   | Soe Min Oo            | カンボーザFC             | 12       |
| 2010     | カメルーンの旗   | Lipe Lipe             | オックタ・ユナイテッドFC | 20       |
| 2011     | ナイジェリアの旗 | Obi Ikechukwu Charles | ヤンゴン・ユナイテッドFC | 18       |